# Christian Roos (Zoologe)
Christian Roos (* 29. Oktober 1972 in München) ist ein deutscher Zoologe und Primatologe.

## Leben
Nach seinem Abitur am naturwissenschaftlichen Gymnasium Unterhaching im Jahr 1993 absolvierte Roos den Zivildienst in der Abteilung für pädiatrische Genetik der Ludwig-Maximilians-Universität München. Ab 1995 studierte er Biologie an der Technischen Universität München, wo er sich auf das Fachgebiet Molekulargenetik spezialisierte. Mit einer Diplomarbeit über die molekulare Evolution der Schlank- und Stummelaffen erwarb er im Jahr 2000 mit der Gesamtnote „sehr gut“ den Abschluss als Diplombiologe. Im Jahr 2003 wurde er mit der Dissertation Molekulare Evolution der Halbaffen (Strepsirrhini) unter der Leitung von Hans Zischler zum Dr. rer. nat. an der Technischen Universität München promoviert. Hierfür erhielt er im Jahr 2004 den Förderpreis des Deutschen Primatenzentrums in Göttingen für Nachwuchswissenschaftler. Von 2004 bis 2007 absolvierte er seine Post-Doc-Phase am Deutschen Primatenzentrum. In dieser Zeit befasste er sich einerseits mit dem Artenschutz und der Evolution von Languren und Gibbons in Indochina und war andererseits für die Betreuung der Gendatenbank des Deutschen Primatenzentrums zuständig. Seit 2008 ist er leitender Wissenschaftler am Deutschen Primatenzentrum. 2013 erfolgte mit der Habilitationsschrift Molecular Phylogeny of Living Primates die Lehrberechtigung als Privatdozent in Zoologie an der Fakultät für Biologie und Psychologie der Georg-August-Universität Göttingen.
Die Forschungsschwerpunkte von Roos sind die Evolution, die Phylogeographie, die Taxonomie, die Populationsgenetik und der Artenschutz von Primaten.
Roos war an den Erstbeschreibungen zu den Arten Hoolock tianxing, Pongo tapanuliensis, Melogale cucphuongensis, Nomascus annamensis, Trachypithecus selangorensis, Trachypithecus popa, Avahi peyrierasi, Avahi meridionalis, Avahi ramanantsoavani, Lepilemur aeeclis, Lepilemur randrianasoloi, Lepilemur sahamalazensis, Lepilemur mittermeieri, Microcebus lehilahytsara und Mirza zaza beteiligt. Im Jahr 2013 war er Mitautor an den Familienkapiteln über die Meerkatzenverwandten und die Gibbons im dritten Band des Handbook of the Mammals of the World.
2020 wirkte Roos in der ZDF-Dokumentation Terra X: Abenteuer Vietnam mit.

## Filmographie
- Terra X: Abenteuer Vietnam, ZDF/arte, 2020